# Mariusz Podolak
Mariusz Podolak (ur. 10 lutego 1968) – polski siatkarz, reprezentant Polski, medalista Letniej Uniwersjady (1991).

## Życiorys
Był zawodnikiem Chełmca Wałbrzych, z którym w 1991 awansował do serii A I ligi, na najwyższym poziomie rozgrywek zajął z wałbrzyską drużyną 4. miejsce w 1992 i 7. w 1993 oraz zdobył Puchar Polski w 1993. W latach 1993–1995 występował w serii B I ligi w zespole Mostostal Kędzierzyn-Koźle, z którym w 1995 wywalczył awans do serii A. W 1995 zakończył karierę zawodniczą w związku z kłopotami zdrowotnymi z sercem.
W latach 1991–1992 wystąpił w 30 spotkaniach reprezentacji Polski seniorów, w tym na zwycięskiej dla Polski Letniej Uniwersjadzie w 1991 oraz mistrzostwach Europy w tym samym roku (7. miejsce).